# Pogonomyrmex rugosus
Pogonomyrmex rugosus, más conocida como la hormiga cosechadora del desierto u hormiga cosechadora áspera, es una especie de hormiga cosechadora de la subfamilia Myrmicinae que es endémica del suroeste de los Estados Unidos, específicamente Nuevo México y el sur de Colorado.Las colonias pueden crecer hasta tener 15,000 hormigas obreras.

## Comportamiento

### Tácticas de búsqueda de alimento
Las obreras de Pogonomyrmex rugosus utilizan tácticas de búsqueda de alimento en grupo que implican la creación de caminos permanentes (senderos en el tronco). También utilizan senderos de feromonas para atraer a otras obreras a áreas donde hay disponibilidad de alimento.

### Interacciones entre especies
Otras dos especies de hormigas cosechadoras, Pogonomyrmex anergismus y Pogonomyrmex colei, no tienen obreras propias. En cambio, viven en las colonias de Pogonomyrmex rugosus y Pogonomyrmex barbatus y esclavizan a las obreras para que críen machos y hembras reproductores para ellas.